# ریتیکا هودا
ریتیکا هودا (به انگلیسی: Reetika Hooda) یک کشتی‌گیر آزادکار اهل کشور هند است. وی سابقه حضور در المپیک ۲۰۲۴ پاریس را دارد.  